# Odontobracon grandis
Odontobracon grandis är en stekelart som beskrevs av William Harris Ashmead 1894. Odontobracon grandis ingår i släktet Odontobracon och familjen bracksteklar. Inga underarter finns listade i Catalogue of Life.